# Análisis Gráfico (Chartismo)

## Tipos de gráficos
El término Chart deriva del inglés y significa gráfico. En bolsa y demás modelos de mercado financieros se conoce como chart al gráfico donde se manifiestan las cotizaciones de una empresa o de cualquier valor bursátil que cotice en un mercado financiero (divisas, bonos, índices, materias primas, etc.).

### Gráfico de línea
Este tipo de gráficos representa con una línea de unión el precio de cierre entre un periodo de tiempo y otro.

### Gráfico de barras
Este tipo de gráficos a diferencia del gráfico de línea, señala el recorrido del precio durante el periodo estipulado, siendo; (precio de apertura | precio de cierre). Se representa mediante una barra vertical y dos pequeñas líneas horizontales dos líneas horizontales perpendiculares. El alto de la barra vertical marcará el precio máximo alcanzado en dicho periodo mientras que el punto más bajo representará el precio mínimo a la hora del cierre. Las dos pequeñas líneas horizontales representan el precio de apertura y cierre, siendo la del lado izquierdo el precio de apertura y la del lado derecho el precio de cierre.
Ergo la barra vertical independientemente del periodo del gráfico representa el recorrido total del precio y las pequeñas barras horizontales el momento de apertura y cierre.

### Gráfico de velas
Los gráficos de velas comparten la misma información que un gráfico de barras siendo la única diferencia el estilo estético de cada barra. Comúnmente a este tipo de gráfico se le conoce como velas japonesas por ser allí su lugar de origen.
Cada vela contiene; el mínimo, el máximo, el precio de cierre y el precio de apertura de un determinado período de tiempo. Se le conoce como cuerpo a la zona entre el precio de apertura y cierre. Por lo general cada vela (alcista y bajista) se representa con un color distinto que puede ser; Verde y Rojo | Blanco y Negro.
Verde y/o Blanco para el recorrido alcista. Rojo y/o Negro para el recorrido bajista.
Se les conoce como mechas o sombras a las líneas por encima y/o por debajo de los precios de apertura y cierre.